# Omania
Omania es un género de plantas de flores de la familia Scrophulariaceae. 

## Especie seleccionada
- Omania arabica

- Datos: Q6050428
- Especies: Omania (Scrophulariaceae)